# 28117 Mort
28117 Mort è un asteroide della fascia principale. Scoperto nel 1998, presenta un'orbita caratterizzata da un semiasse maggiore pari a 2,2197480 au e da un'eccentricità di 0,1015247, inclinata di 5,46388° rispetto all'eclittica.
L'asteroide è dedicato al pittore statunitense Greg Mort.